# Cynipencyrtus
Cynipencyrtus is een geslacht van vliesvleugeligen uit de familie Tanaostigmatidae. De wetenschappelijke naam van dit geslacht is voor het eerst geldig gepubliceerd in 1928 door Ishii.

## Soorten
Het geslacht Cynipencyrtus is monotypisch en omvat slechts de volgende soort:
- Cynipencyrtus flavus Ishii, 1928